# Digoin
Digoin település Franciaországban, Saône-et-Loire megyében. Lakosainak száma 7380 fő (2022. január 1.). Digoin Chassenard, Molinet, La Motte-Saint-Jean, Rigny-sur-Arroux, Saint-Léger-lès-Paray, Saint-Vincent-Bragny, Varenne-Saint-Germain és Vitry-en-Charollais községekkel határos.

## Népesség
A település népességének változása:
| Lakosok száma | 8117 | 7908 | 8072 | 7817 | 7777 | 7741 | 7616 | 7498 | 7380 |
|               | 2013 | 2015 | 2016 | 2017 | 2018 | 2019 | 2020 | 2021 | 2022 |